# Konispol
Konispol (albanisch auch Konispoli, griechisch Κόνισπολ, Kónispol) ist eine zum südalbanischen Qark Vlora gehörige Kleinstadt. Sie liegt hoch über der Küstenebene an einem Berghang auf knapp 400 m ü. A., rund 30 Kilometer südlich von Saranda. Die weithin sichtbare Ortschaft ist der südlichste Ort in Albanien; unmittelbar hinter der Stadt verläuft die Grenze zu Griechenland. Nach Norden sind es bis zur Lagune von Butrint etwa zehn Kilometer. Der griechische Nachbarort Sagiada ist drei Kilometer entfernt. 2005 wurde zwischen den beiden Orten der Grenzübergang Qafa Boti eröffnet. Seither wurde auch die Straße nach Finiq (SH 97) ausgebaut.

## Geographie und Bevölkerung

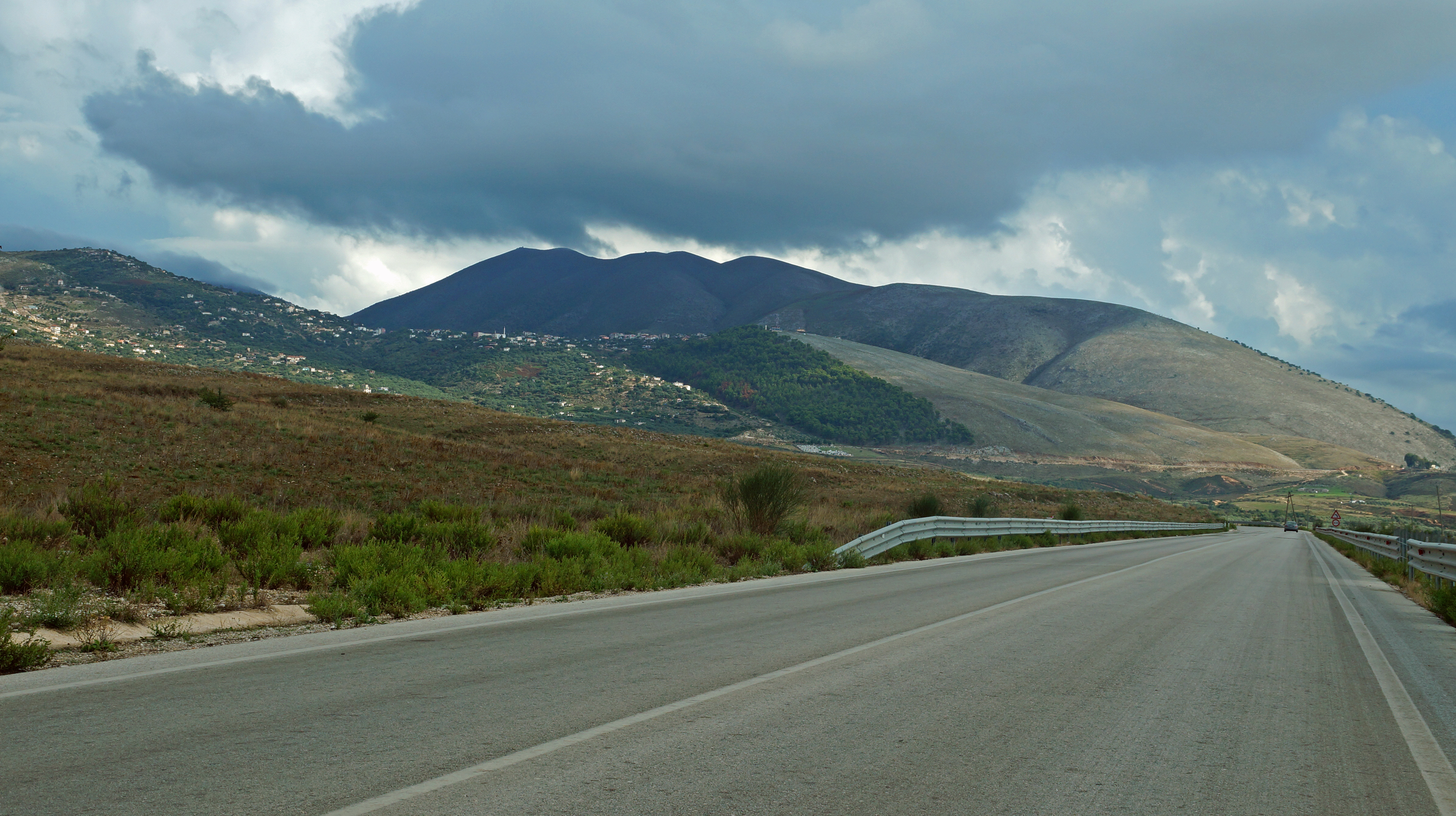
Blick von der Ebene und der Straße zum Grenzübergang Qafa Boti zur Stadt hoch (2015)

Konispol thront auf einem Bergrücken rund 300 Meter über der Ebene. Das Zentrum des Dorfes liegt auf dem Bergrücken. Teile des Dorfes ziehen sich von dort nach Osten auch weiter einen Berg hoch, andere liegen auf dem nördlichen Hang des Grates unterhalb des Zentrums. Südlich fällt der Bergrücken steil in ein kleines Tal hinunter, das den Ort vom auf der Grenze liegenden Berg Mali i Nartës (854 m ü. A.) trennt. Im Osten und im Norden erheben sich ähnlich hohe oder noch höhere Berge. In der Ebene verläuft die Nationalstraße SH 97, die vom Grenzübergang Qafa Boti nach Saranda führt. Von der Nationalstraße bis ins Ortszentrum führt eine rund drei Kilometer lange Verbindungsstraße.
Konispol hat 1758 Einwohner (Volkszählung 2023). Wie fast alle ländlichen Regionen Albaniens leidet der Ort unter Abwanderung. 2011 lebten noch 2123 Einwohner in Konispol.
Ein Teil der Bevölkerung spricht Griechisch als Muttersprache, die Mehrheit den çamischen Dialekt des Albanischen. Viele Çamen aus Griechenland ließen sich nach der Vertreibung dort zumindest vorübergehend nieder. Die meisten erwerbsfähigen Bürger der Stadt halten sich einen Großteil des Jahres in Griechenland auf, wo sie als Saisonarbeiter in der Landwirtschaft, im Bauwesen und im Tourismus tätig sind. Im Ort selbst wird nur wenig Landwirtschaft betrieben. Ein Teil der Einwohner lebt vom Grenzhandel.
In Konispol gibt es eine orthodoxe Kirche, eine Moschee sowie eine Grund- und Mittelschule, in der zum Teil auf Griechisch unterrichtet wird. Im Gegensatz zu den Dörfern im Umland mit vielen orthodoxen und griechischen Bewohnern hat Konispol eine muslimische und albanische Mehrheit. In der Stadt gibt es noch einige große Häuser, die im 18. und 19. Jahrhundert im traditionellen Baustil der Region Epirus errichtet wurden. Sie gehörten Beys, die die Region einst beherrschten.
In der Nähe der Ortschaft wurden in den letzten Jahrzehnten bedeutende archäologische Funde aus allen Epochen der Menschheitsgeschichte gemacht. Besonders bemerkenswert sind die in der nahe gelegenen Höhle Shpella e Kërçmoit entdeckten Artefakte aus dem Paläolithikum.
Seit 2015 gehören auch die beiden Nachbargemeinden Xarra (nordwestlich gegen Butrint) und Markat (nördlich im Bergland) zur Bashkia Konispol. Konispol, Markat und Xarra bilden die Njësitë administrative (Verwaltungseinheiten) der Bashkia Konispol. Die ganze Bashkia Konispol hat 4989 Einwohner (Volkszählung 2023). 2011 waren es noch deutlich mehr: 8245 Einwohner. Somit hat das Gebiet der Gemeinde in zwölf Jahren 40 % seiner Bevölkerung verloren.
| Name     | Einwohner 2023 | Einwohner 2011 |
| -------- | -------------- | -------------- |
| Konispol | 1758           | 2123           |
| Markat   | 1489           | 1859           |
| Xarra    | 1651           | 4263           |
| Total    | 4989           | 8245           |

## Demographie
2011 bekannten sich über 87 % der Einwohner als Muslime (darunter auch eine kleine Bektaschi-Minderheit), 4 % bekannten sich als Katholiken und Orthodoxe und 9 % gaben keine Antwort.

## Persönlichkeiten
- Teme Sejko (1922–1961), Admiral